# Jan Cossiers

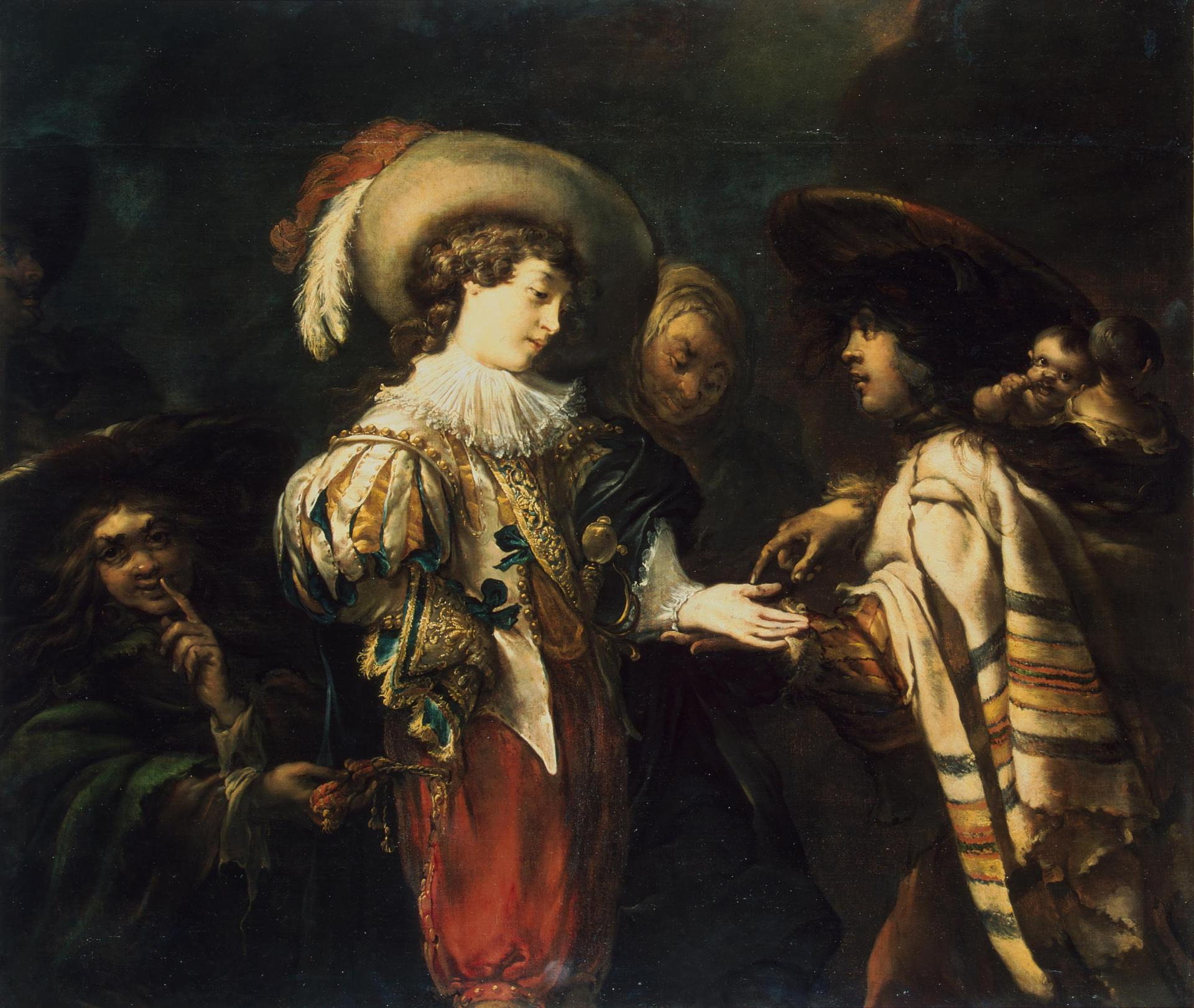
Jan Cossiers, Wróżenie z ręki, ok. 1640

Jan Cossiers (ochrzczony 15 lipca 1600 w Antwerpii, zm. 4 lipca 1671 tamże) – flamandzki malarz okresu baroku.
Syn malarza Antoona Cossiersa i Marii van Cleef. Był uczniem Cornelisa de Vosa i Abrahama de Vriesa. Po pobycie w Rzymie w 1627 powrócił do Antwerpii, gdzie rok później został mistrzem gildii św. Łukasza. Od ok. 1635 współpracował z Rubensem.
Jego wczesne dzieła to sceny rodzajowe o silnym światłocieniu i chłodnym kolorycie, wykazujące pokrewieństwo z caravaggionistami utrechckimi i antwerpskimi. Później malował głównie obrazy religijne o swobodnym wykończeniu oraz przytłumionej gamie barwnej o tematyce kontrreformacyjnej, realizując liczne zamówienia kościołów i klasztorów.

## Wybrane dzieła
- Autoportret – Oxford, Ashmolean Museum,
- Ecce Homo (ok. 1620) – Paryż, Luwr,
- Grający w karty – Monachium, Stara Pinakoteka,
- Jupiter i Likaon – Madryt, Prado,
- Narcyz – Madryt, Prado,
- Prometeusz wykradający ogień – Madryt, Prado,
- Satyr w gościnie u wieśniaka – Erywań, Narodowa Galeria Obrazów,
- Wróżący z ręki – Valenciennes, Musèe des Beaux-Arts,
- Wróżenie z ręki (ok. 1640) – St. Petersburg, Ermitaż,
- Święty Mikołaj ratuje trzech niewinnie skazanych - Lille, Palais des Beaux-Arts.